# Perfect World (Manga)
Perfect World (jap. パーフエクトワールド) ist eine Mangaserie von Rie Aruga, die von 2014 bis 2021 in Japan erschien. Das Werk ist in die Genres Shōjo, Romantik und Drama einzuordnen und wurde in mehrere Sprachen übersetzt. 2018 und 2019 wurde die Serie für Kino und Fernsehen verfilmt.

## Inhalt
Als die Angestellte Tsugumi Kawana zu einem Geschäftsessen ihres Design-Büros mit einem Architekturbüro geht, trifft sie dort überraschend Itsuki Ayukawa wieder, ihre Liebe aus der Schulzeit. Doch Tsugumi erfährt, dass Itsuki nun nach einem Unfall während seines Studiums querschnittsgelähmt ist und nun im Rollstuhl sitzt. Sie ist verunsichert, ob sie den Kontakt zu ihm suchen soll oder doch lieber Distanz. Die gemeinsame Arbeit an einem Projekt lässt sie jedoch immer wieder zusammentreffen und durch ihre gemeinsame Vergangenheit beginnen sie, auch privat Zeit miteinander zu verbringen. Als ein Kollege sie beide für ein Paar hält, weist sie das ungewöhnlich hart zurück. Bald tut es ihr Leid, doch auch Itsuki sagt, dass er keine Beziehung haben will. Als einige Zeit später Itsuki krank ist und sie sich aufrafft, ihm zu helfen, blüht schließlich ihre alte Liebe zu ihm wieder auf. Tsugumi will bei ihm bleiben und ihn unterstützen, auch wenn seine Zurückweisung es ihr schwer macht. Sie erfährt, dass die Beziehung zu seiner früheren Freundin aus Schulzeiten nach seinem Unfall kaputt ging. Als sie bei einem Klassentreffen Itsukis Exfreundin trifft, erfährt Tsugumi, dass wider erwarten er mit ihr Schluss gemacht hat. All der Stress und vor allem die Vorurteile und Erwartungen ihr gegenüber, weil sie mit einem Behinderten zusammen war, hatten sie kaputt gemacht und er wollte sie davon befreien. Nun heiratet sie eine neue Liebe und beide können sich, auch dank Tsugumis Hilfe, endgültig voneinander trennen. Die gemeinsame Arbeit führt sie weiterhin zusammen und lässt Tsugumi immer mehr über Itsukis Alltagsleben und seine Probleme und besonderen Bedürfnisse lernen. Sie will ihn besser kennenlernen und herausfinden, ob sie in der Lage wäre, eine Beziehung mit ihm zu führen.

## Veröffentlichung
Die Serie erschien ab März 2014 im Magazin Kiss bei Kodansha. Der Verlag brachte die Kapitel auch in zwölf Sammelbänden heraus. Im Januar 2021 wurde die Geschichte abgeschlossen. Der achte der Bände verkaufte sich in Japan über 16.000 Mal, der neunte Band über 18.000 Mal in der ersten Woche nach Veröffentlichung, womit beide Bände in die Manga-Verkaufscharts kamen. 2019 wurde Perfect World mit dem Kōdansha-Manga-Preis in der Kategorie Shōjo ausgezeichnet.
Eine deutsche Übersetzung von Cordelia Suzuki erschien von Mai 2018 bis November 2021 vollständig bei Egmont Manga. Auf Französisch erschien der Manga bei Akata, auf Spanisch bei ECC Ediciones, auf Italienisch bei Edizioni Star Comics, auf Chinesisch bei Tong Li Publishing, auf Polnisch bei Kotori und auf Englisch wird sie von Kodansha selbst herausgebracht.

## Adaptionen
Unter der Regie von Kenji Shibayama entstand eine Adaption des Stoffs als Kinofilm. Das Drehbuch schrieb Keiko Kanome und die Hauptrollen übernahmen Takanori Iwata (Itsuki Ayukawa) und Hana Sugisaki (Tsugumi Kawana). Die Titelmusik stammt von E-girls und die Musik komponierte Takefumi Haketa. Am 5. Oktober 2018 hatte der Film in Japan Premiere.
2019 folgte eine Fernsehserie mit zehn Folgen. Das Dorama entstand unter der Regie von Keiichirō Shiraki und nach einem Drehbuch von Mayumi Nakatani. Die Hauptrollen übernahmen Tori Matsuzaka (Itsuki Ayukawa) und Mizuki Yamamoto (Tsugumi Kawana). Sie wurde vom 16. April bis 25. Juni 2019 bei Fuji TV und Kansai TV gezeigt.